# یاتسک براچیاک
یاتسک براچیاک (لهستانی: Jacek Braciak؛ زادهٔ ۱۲ مهٔ ۱۹۶۸) بازیگر اهل لهستان است.
از فیلم‌ها یا سریال‌های تلویزیونی که وی در آن نقش داشته‌است، می‌توان به هیچ ردی باقی نگذار، فرصت دوباره، یک‌راست به دل، پیت‌بول، یک خانواده لهستانی،‌ ورای تخت جراحی، اولا بی‌ریخته، سال‌های شیرین، لندنی‌ها، سلطان، کشیشان، قانون حقیقی، ماگدا ام.، بازیافت، کاتین، رز، اداره ترافیک، رز کوچک و فرشته نیرومند اشاره کرد.